# Joan Oliva i Milà
|  | Aquest article tracta sobre Joan Oliva i Milà. Vegeu-ne altres significats a «Joan Oliva (desambiguació)». |

Joan Oliva i Milà (Sant Pere de Ribes, 1858 - Vilanova i la Geltrú, 1911) fou un impressor i bibliotecari que va contribuir a donar esplendor a la vida cultural vilanovina i, per extensió, catalana, de final del segle xix i principi del XX. Fou un dels precursors de la biblioteconomia catalana moderna.
Va treballar a París i a Londres i des del 1882 fou bibliotecari de la Biblioteca Museu Víctor Balaguer.

## Biografia
A l'edat de 12 anys va entrar a treballar a la Imprenta del Diario, que regentava el seu oncle Josep Antoni Milà i d'on sortia el Diario de Vilanova i la Geltrú.
Va estudiar a París i Londres entre 1880 i 1882.
Va estudiar i treballar a París i a Londres i des del 1882 fou bibliotecari de la Biblioteca Museu Balaguer de Vilanova. És autor d'un Breu compendi d'Història de Catalunya (1901). El 1899 establí a Vilanova una impremta que esdevingué famosa amb el nom d'Oliva de Vilanova (publicà un famós Anuari Oliva el 1907, i, entre moltes altres, les obres Les filigranes del paper i Les rajoles catalanes i valencianes) i que fou continuada pels seus fills Demetri Oliva i Sala (Vilanova i la Geltrú 1886 — Barcelona 1966) i Víctor Oliva i Sala (Vilanova i la Geltrú 1884 — Sant Feliu de Codines, Vallès Occidental 1948), que la traslladaren el 1915 a Barcelona. Aquest darrer és autor, a més, d'una Introducción al estudio del arte del alfabeto en Cataluña (1913), d'El libro español (1930) i d'escrits sobre arts gràfiques, exlibrisme, heràldica, iconografia, etc.; publicà també una guia de Vilanova i la Geltrú. El 1906 presentà una comunicació al Primer Congrés Internacional de la Llengua Catalana sobre el parlar ribagorçà i el 1908 publicà la novel·la Eros-Christ, guanyadora d'un concurs d'El Poble Català.
És recordat per la seva tasca com a bibliotecari a la Biblioteca Museu Víctor Balaguer fundada per Víctor Balaguer, en la qual des del començament va ser el fidel executor de la voluntat del patrici, polític i poeta. Però també, i de manera destacada, Joan Oliva mereix atenció per la seva activitat d'impressor, desenvolupada al seu establiment tipogràfic Oliva de Vilanova, des del qual, ajudat pels seus fills Víctor i Demetri, va elaborar bells llibres, revistes i altres treballs gràfics de grandíssima qualitat, gràcies als quals el nom de Vilanova i la Geltrú va ser conegut arreu. Al costat d'aquestes dues activitats principals, també va ser escriptor i professor de llengües.
A més a Vilanova i la Geltrú hi ha una biblioteca amb el seu nom. La Biblioteca Joan Oliva i Milà és una biblioteca pública del municipi de Vilanova i la Geltrú (Garraf) que forma part de la Xarxa de Biblioteques Municipals de la Diputació de Barcelona. Està situada en un edifici de 1.635 m² distribuïts en tres plantes. Va inaugurar-se el 23 de març de 1995, al mateix edifici que abans ocupava l'antiga Biblioteca Víctor Balaguer. Des del 1995 porta el nom de Joan Oliva i Milà (1858-1911), bibliotecari de la Biblioteca-Museu Víctor Balaguer i fundador de la impremta Oliva de Vilanova.[2][3]

## Publicacions
- Senzill ensaig de classificació dels carácters tipográfichs. En Revista Gráfica, 1900
- Breu compendi d'història de Catalunya. Oliva, impressor, 1901

## Galeria

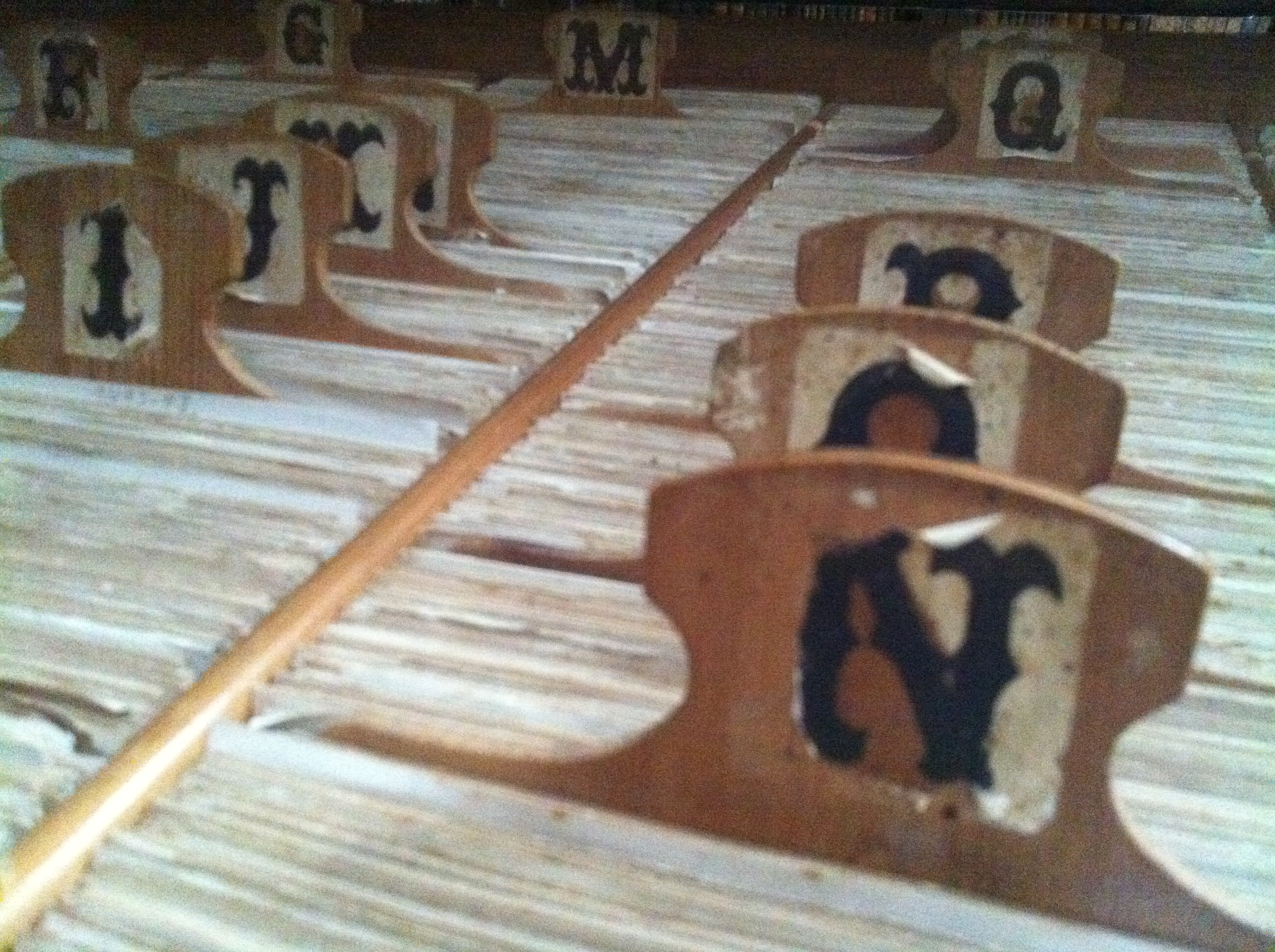
Catàleg de Joan Oliva
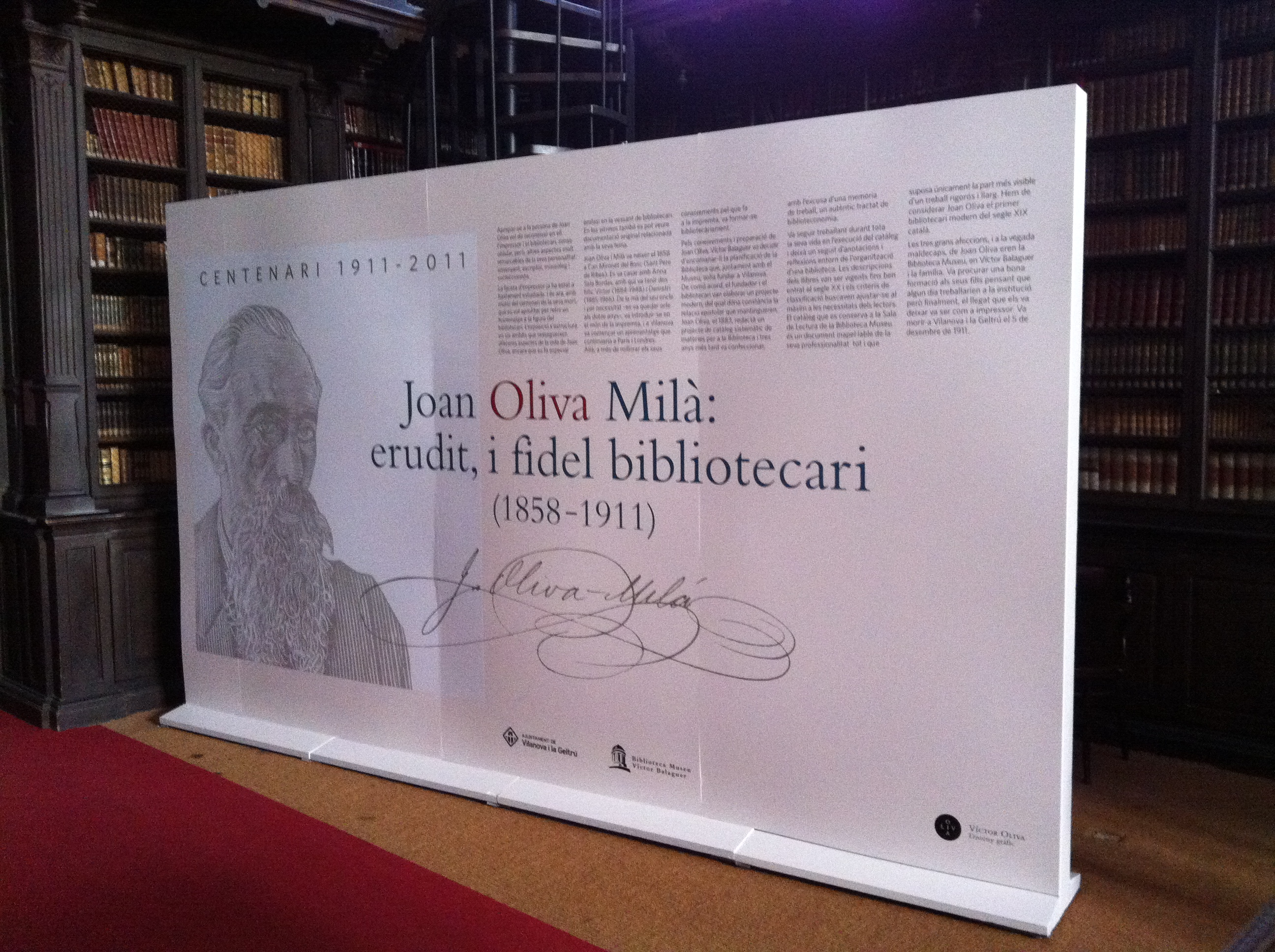
Exposició de Joan Oliva a la Biblioteca Museu Víctor Balaguer
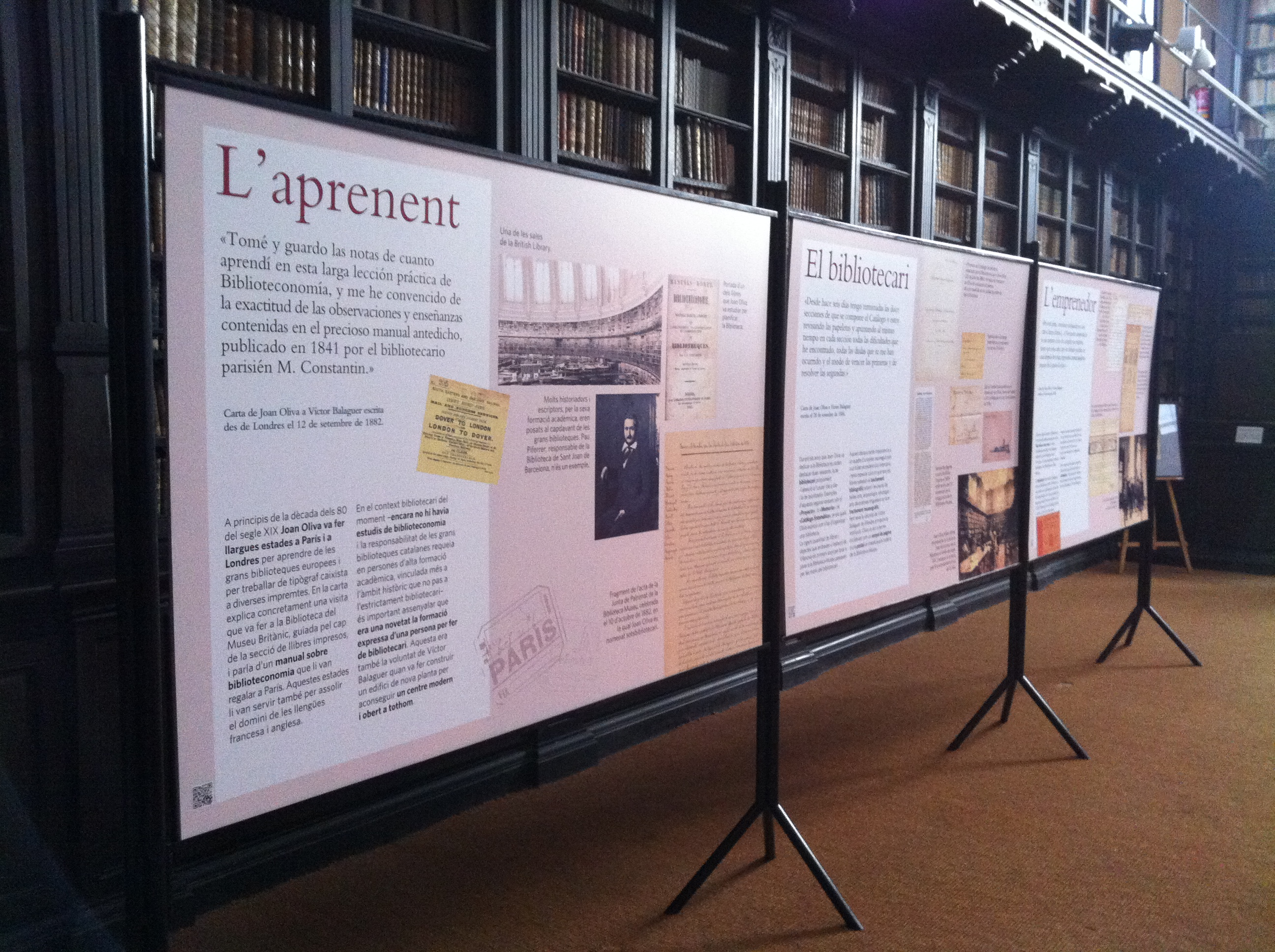
Exposició de Joan Oliva a la Biblioteca Museu Víctor Balaguer
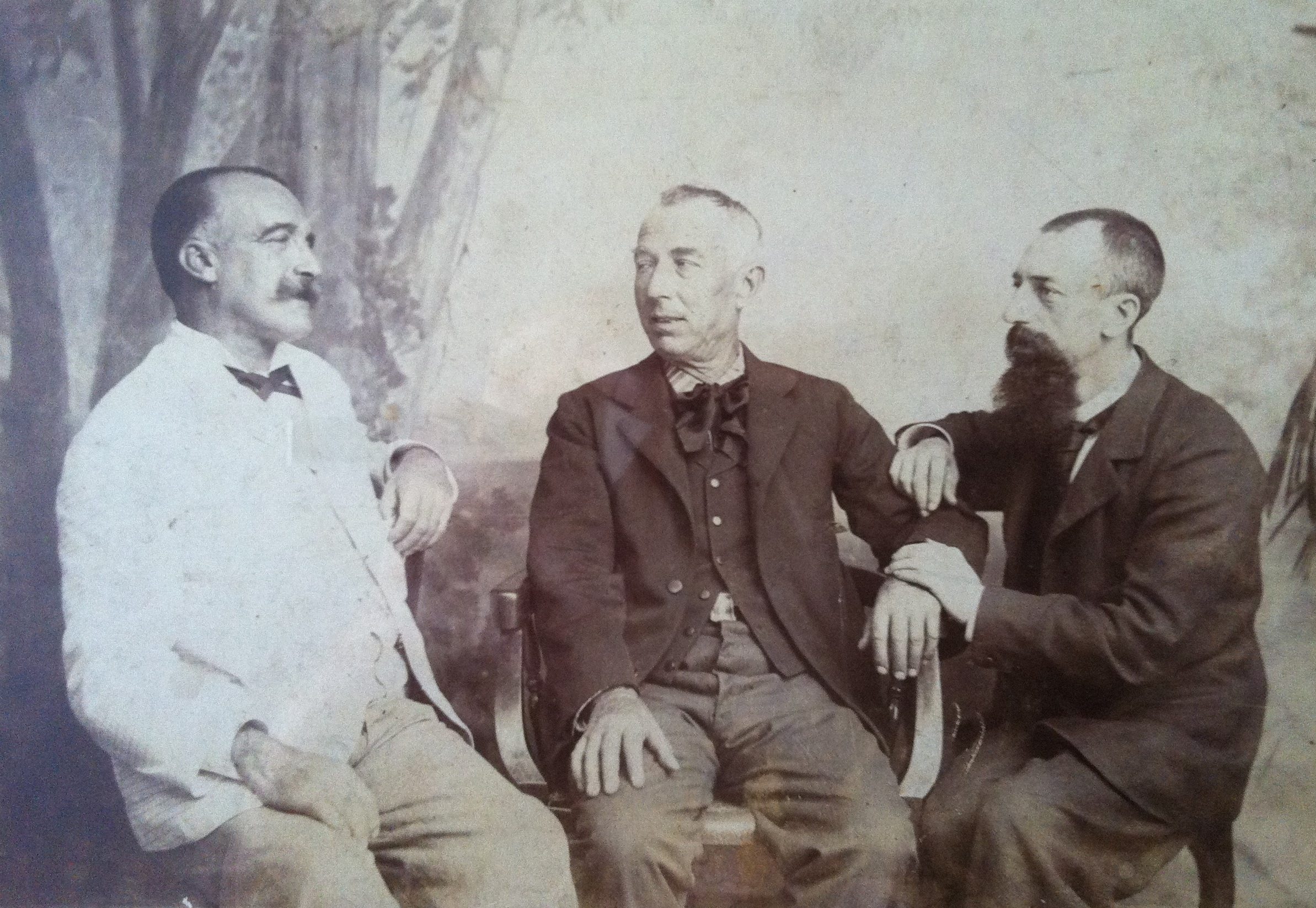
Joan Oliva en grup